# Trudawy
Trudawy (biał. Трудавы; ros. Трудовой, Trudowoj) – osiedle na Białorusi, w obwodzie witebskim, w rejonie orszańskim, w sielsowiecie Smolany.